# Эльфенгрен, Юрьё
Ю́рьё Эльфенгре́н (Георгий Евгеньевич Эльвенгрен; фин. Yrjö [Georg Wilhelm] Elfvengren; 8 сентября 1889, Кармила — 10 июня 1927, Москва) — финский дворянин, белый офицер, Председатель Временного комитета непризнанного государства Республика Северная Ингрия (июнь—август 1919 года), дипломат Белорусской Народной Республики в Финляндии.

## Биография
Юрьё родился в 1889 году в городе Фридрихсгам (совр. Хамина) в семье полковника русской армии Уно Эугена Эльфенгрена и переводчицы Аделаиды-Марии Густавовны Щавинской. Детские годы провёл в посёлке Кармила около Сортавалы. С 1900 по 1903 год он учился в Санкт-Петербурге, в 1-м Кадетском корпусе, с 1903 по 1906 год — в Морском кадетском корпусе, с 1906 по 1908 год — в Александровском кадетском корпусе и с 1908 по 1910 год в Николаевском кавалерийском училище.
С 1910 по 1916 год (с перерывом в 1913—1914) Юрьё служил в лейб-гвардии Кирасирском Её Величества полку, в составе которого участвовал в сражениях Первой мировой войны. За осуществление 21 февраля 1915 года разведки в тылу противника Эльфенгрен был награждён орденом Святого Георгия 4-й степени. В 1916—1917 годах Ю. Эльфенгрен был адъютантом командира III армейского корпуса. По подозрению в подготовке покушения на императрицу Александру Фёдоровну и её фрейлину Вырубову, Эльфенгрен был арестован. Ему грозила ссылка в Вологодскую губернию, однако этому помешала Февральская революция.
После Февральской революции Ю. Эльфенгрен был заместителем председателя Союза Георгиевских кавалеров. Он активно участвовал в Корниловском выступлении, после провала которого, в августе 1917 года Эльфенгрена выслали в Крым. В Крыму с октября 1917 по 1918 год Эльфенгрен принимал участие в антибольшевистском восстании крымских татар.
В феврале 1918 года он тайно через Петроград возвращается в Финляндию, а уже в марте Эльфенгрен в чине майора начал командовать 1-м Карельским полком, сформированным из местных добровольцев. После окончания гражданской войны в Финляндии Юрьё Эльфенгрен входил в состав делегации финской Карелии, передавшей председателю парламента Свинхувуду предложения по обустройству южной Карелии со столицей в Выборге. В 1918—1919 годах Ю. Эльфенгрен был командиром Выборгского и Пограничного округов в Терийоки. В 1919 году он получает звание подполковника финской армии.
С июля 1919 по февраль 1920 года (за исключением августа-сентября) Юрьё Эльфенгрен был командиром Северо-Ингерманландского полка в Кирьясало. Несмотря на давление со стороны крайне правых финских кругов и белогвардейского командования, Эльфенгрен не позволил принимать в полк ни финских, ни белых русских добровольцев. С 16 ноября 1919 года он возглавлял возникшее на границе с Финляндией государство Республика Северная Ингрия. Им были предприняты две неудачные попытки расширить территорию самопровозглашённого государства на юго-восток. 12 февраля 1920 года Эльфенгрен был отстранён от должности командира полка. После подписания Тартуского мирного договора между РСФСР и Эстонией, он стал представителем П. Н. Врангеля и Б. В. Савинкова в Финляндии. Должность председателя Временного комитета Северной Ингрии Эльфенгрен оставил в мае 1920 года.
С июня 1920 г. по май 1921 Эльфенгрен, ссылаясь на свои белорусские корни, служил в качестве советника при генерале Олеге Васильковском, официальном представителе Белорусской Народной Республики в Финляндии.
В 1921 году Юрьё Эльфенгрен осуществлял руководство подпольными организациями в Петрограде и Кронштадте. Он был одним из учредителей (вместе с Б. Савинковым и полковником Гнилорыбовым) «Народного союза защиты родины и свободы» (НСЗРиС), организованного 13—14 июля 1921 года в Варшаве. В НСЗРиСе Эльфенгрен отвечал за организацию борьбы против большевиков близ границ с Финляндией, Эстонией, Латвией и в приграничных областях РСФСР. В 1922 году Эльфенгрен возглавлял боевую группу, готовившую теракт против советской делегации на Генуэзской конференции. Однако террористы были задержаны итальянской полицией и выдворены из страны.
Позднее Эльфенгрен сотрудничал с Сиднеем Рейли. В 1925 году для развёртывания подпольной работы Ю. Эльфенгрен тайно проник на территорию РСФСР по румынскому паспорту, но был опознан под Тверью и арестован. В ночь с 9 на 10 июня 1927 года Юрьё Эльфенгрен был расстрелян в Москве по «постановлению ОГПУ» в числе 20 бывших представителей знати Российской империи, находившихся в руках большевиков, «в ответ» на убийство советского полпреда в Польше П. Л. Войкова. Принятый во внесудебном порядке приговор о расстреле вызвал протесты в некоторых крупных центрах русской эмиграции. Историки отмечают, что данный расстрел стал одним из первых проявлений сталинских массовых репрессий.

## Семья
- Отец — Уно Эуген Эльвенгрен (1855—1927). Сын коронного фогта Выборгской губернии Эмира Эльвенгрена. Родился в Выборге. Лютеранин. Окончил Финляндский кадетский корпус в Фридрихсгаме, служил в различных частях войск Великого княжества Финляндского и русской армии[16].
- Мать — Аделаида-Мария Густавовна Щавинская (1865–1910). Дочь отставного подполковника. Римско-католического вероисповедания. Была известна как талантливый литературный переводчик со шведского и датского, сотрудничала с журналом «Исторический вестник». Ей принадлежали литературные переводы на русский язык известных шведских писателей Сельмы Лагерлёф («Люди и гномы») и Гедвиги Индебету (сборник сказок «Щебетанье птиц»[17]). В 1902 году в Санкт-Петербурге был издан сборник шведских, норвежских и финских сказок в её переводе[18].
- Жена — Наталия Николаевна Куколь-Яснопольская (12.06.1886—1957). Дочь полковника Николая Куколь-Яснопольского. В браке с Ю. Эльвенгеном с 1919 года. До 1918 года была замужем за выборгским губернатором Францем-Карлом-Фридрихом фон Фаллером[6][19].
- Брат — Евгений-Владимир Эльвенгрен (17.02.1891—04.09.1978). Окончил кадетский императора Александра II корпус и Павловское военное училище. Служил в Семёновском полку. Лютеранин. Владел несколькими языками. Участвовал в Первой мировой войне. Награждён орденами: Святой Анны 4-й степени с надписью «За храбрость», Святой Анны 3-й степени с мечами и бантом, Святой Анны 2-й степени с мечами, Святого Станислава 2-й степени с мечами. В 1920-х годах эмигрировал в США, где начав карьеру простым рабочим стал директором пароходной компании[20].
- Сестра — Агнес-Дагмара Тайпале (ур. Эльвенгрен) (13 (25) июля 1887—03.05.1983). Лютеранка. Похоронена в Хельсинки[18][21].

## Награды
- Орден Святой Анны 4-й степени с надписью «За храбрость» (20.03.1915)
- Орден Святой Анны 3-й степени с мечами и бантом
- Орден Святого Станислава 3-й степени с мечами и бантом
- Орден Святого Станислава 2-й степени
- Орден Святого Георгия 4-й степени (25.05.1916)[22]
- Крест Белой Стены (12.02.1920)[23]

## Фото
- Юрьё Эльфенгрен.
Фото ранее 1919 года
- Северо-Ингерманландский полк. 
Впереди командир полка Ю. Эльфенгрен. Кирьясало. 1920 год